# Duża prowincja magmatyczna
Duża prowincja magmatyczna (ang. large igneous province – LIP), także: wielka pokrywa lawowa – bardzo rozległy obszar występowania wylewnych skał magmowych, głównie bazaltu. Pokrywa taka może rozciągać się na powierzchni kilku milionów kilometrów kwadratowych i mieć objętość rzędu milionów kilometrów sześciennych, a odpowiadające jej pogrubienie skorupy ziemskiej może wynieść nawet 35 kilometrów.
Formowanie wielkich pokryw lawowych było, w geologicznej skali czasu, zjawiskiem gwałtownym – w większości przypadków największa objętościowo część pokrywy wylewała się krócej niż milion lat, choć formowanie całych dużych prowincji magmatycznych trwa zwykle łącznie do 100 milionów lat. Szacuje się, że mniej więcej 10% masy i energii cieplnej wydobywa się z wnętrza Ziemi za pośrednictwem DPM, przez co zjawiska te należy traktować jako istotne dla dynamiki wnętrza ziemi. W przeciwieństwie do stabilnych procesów wulkanicznych zachodzących w grzbietach śródoceanicznych i strefach subdukcji powstawanie DPM jest procesem ściśle epizodycznym.

## Geneza
Istnieje kilka hipotez tłumaczących istnienie dużych prowincji magmatycznych:
Teoria pióropuszy płaszcza przewiduje, że w płaszczu Ziemi występują prądy konwekcyjne wynoszące gorącą magmę ku górze, aż do spodniej warstwy litosfery. Tam tworzą plamy gorąca (ang. hotspots) przejawiające się na powierzchni intensywnym wulkanizmem. W okresie trwającej ok. miliona lat największej fali aktywności formują one większą część wielkich pokryw lawowych, podczas gdy następujący później etap powolnego sączenia się magmy i uzupełniania powstałego tworu może trwać z grubsza od 10 do 100 milionów lat. Te dwie fazy interpretowane są w myśl hipotezy pióropuszowej jako ślady dwóch podstawowych elementów morfologicznych pióropusza: "głowy" i "ogona". W wielu symulacjach komputerowych i eksperymentach laboratoryjnych wznosząca się w objętości cieczy niestabilność termiczna (czyli masa gorętsza od otoczenia, która z tego powodu, jako lżejsza, wypychana jest ku górze) przybiera kształt "grzyba". Najpierw formuje się wybrzuszenie, które potem przybiera kształt płynącej do góry meduzy ("głowy"), za którą ciągnie się węższy strumień gorącej materii ("ogon"). Badania geochronologiczne pokazują, że wiele DPM powstało w opisany powyżej sposób (nagły epizod intensywnego wulkanizmu i dłuższa faza o niższej intensywności), co odpowiada strukturze modelowego pióropusza – warto jednak pamiętać, że w rzeczywistości pióropusze płaszcza nie muszą mieć tak schematycznej budowy, a ruchy materii w płaszczu Ziemi nie są jeszcze poznane z wystarczającą dokładnością, by z całą pewnością przesądzać samo istnienie pióropuszy płaszcza.
Część naukowców tłumaczy powstanie DPM ruchami tektonicznymi, przede wszystkim rozstępowaniem się płyt tektonicznych, jakie zachodzi np. w grzbietach śródoceanicznych i ryftach kontynentalnych. W regionie, gdzie litosfera ziemska jest relatywnie cienka (np. na dnie oceanu lub w tych regionach kontynentów, gdzie występują ruchy rozciągające), wylew magmy jest bardziej prawdopodobny. Pocienienie litosfery sprawia, że materiał skalny astenosfery może wznieść się bliżej powierzchni Ziemi – podczas gdy temperatura magmy nie zmniejsza się, spada ciśnienie, jakiemu jest ona poddana. Przy niższym ciśnieniu spada z kolei temperatura topnienia skały, co prowadzi do jej intensywniejszego topnienia. Proces ten, w którym topnienie skał spowodowane jest ich wzniesieniem się i tym samym obniżeniem ciśnienia, nazywany jest topnieniem dekompresyjnym (ang. decompression melting).
Hipoteza meteorytowa przypisuje natomiast genezę DPM uderzeniom meteorytów na tyle dużych, że były w stanie uszkodzić miejscowo skorupę ziemską, tak by utorować drogę znajdującej się pod nią magmie. Samo osłabienie struktury skalnej lub uformowanie sieci pęknięć (podobnej do "pajęczynki" powstającej na nadtłuczonym szkle) wystarczy, aby litosfera stała się bardziej podatna na intruzje magmowe. Ze zrozumiałych względów hipoteza dotyczy w mniejszym stopniu DPM znajdujących się na dnie oceanów. Istnieją natomiast powody, by przypuszczać, że odkryte na Księżycu prowincje bazaltowe skorelowane są z miejscami uderzeń meteorytów. Jest więc możliwe, że różne hipotezy lepiej nadają się do tłumaczenia zjawisk geologicznych na różnych ciałach Układu Słonecznego.
Warto podkreślić, że powyższe hipotezy nie muszą się wzajemnie wykluczać i w większości proponowanych modeli wykorzystywane są elementy każdej z nich. Ponadto nie wszystkie DPM muszą powstawać w jednakowy sposób, możliwe są więc dowolne kombinacje dopuszczalnych czynników. Dana prowincja magmowa mogła więc powstać, gdy lokalnie podwyższona temperatura płaszcza spotkała się z osłabioną litosferą – czy to ze względu na ruchy tektoniczne, czy to na uderzenie meteorytu.

## Struktura klasycznej DPM
Wielkie prowincje magmatyczne są to lokalne zgrubienia litosfery, będące śladem po intensywnym epizodzie skoncentrowanej aktywności magmatycznej. Bez względu na to, czy powstają one na lądzie, czy w głębinach morza, mogą one dodać do istniejącej grubości litosfery nawet 20 kilometrów. Płaskowyż Ontong Jawa na Oceanie Spokojnym ma więc miąższość ok. 35 km w porównaniu z typową wartością dla skorupy oceanicznej nie przekraczającą 10 km. Oprócz wylewów lawy ponad powierzchnię litosfery następuje też przypuszczalnie podklejanie jej od spodu, przez co DPM ma kształt dwuwypukłej soczewy. Dolną część DPM określa się w literaturze anglojęzycznej jako Lower Crustal Body, górną zaś jako Extrusive Cover (odpowiednio "ciało dolnej skorupy" oraz "pokrywa ekstruzywna" – pojęcia te są nieobecne w polskiej literaturze i podane tu jedynie dla wyjaśnienia).
Słowo "ekstruzja" oznacza zwykle wypływ magmy o znacznej gęstości, który tworzy ciała skalne grube, lecz o relatywnie małej długości. W przypadku DPM ilość lawy jest jednak tak znaczna (w przypadku pojedynczego wypływu nawet do 100 tysięcy km³!), że ekstruzje te mogą osiągać długość nawet wielu setek kilometrów przy grubości do kilkudziesięciu lub kilkuset metrów. Tego typu wypływy następują jednocześnie lub jeden po drugim w pierwszym okresie gwałtownego magmatyzmu, tworząc warstwowe struktury skał bazaltowych charakterystyczne dla DPM. W późniejszym etapie następuje bardziej łagodne doklejanie nowych bloków skalnych, przecinanie nowo powstałych struktur przez kolejne pokolenia dajek, batolitów i innych intruzji. Ostatecznie warstwa ekstruzywna może mieć nawet 10 kilometrów grubości.
Pod pokrywą ekstruzywną znajduje się znacznie przeobrażona warstwa pierwotnej litosfery, która uległa wtórnemu przeobrażeniu i pocięciu przez niezliczone intruzje w stopniu nierzadko uniemożliwiającym jej łatwą identyfikację. Pod nią znajduje się zaś zgrubienie powstałe z materii podklejonej od spodu pod płytę. Poniżej samej DPM, zwłaszcza w przypadku prowincji młodych, często wykrywa się ponadto ciągnący się aż do głębokości przynajmniej 500-600 ślad w materii płaszcza, który interpretuje się jako pozostałość po pióropuszu: chemiczną lub termiczną. (Z punktu widzenia badacza ślad ten wykrywa się wyłącznie jako lokalne obniżenie szybkości rozchodzenia się fal sejsmicznych, trudno więc jednoznacznie zidentyfikować jego charakter: różnica w składzie chemicznym i temperaturze może dać identyczną sygnaturę na sejsmogramach.)

## Rozmieszczenie i odmiany DPM
Duże prowincje magmatyczne odnajduje się we wszystkich możliwych środowiskach tektonicznych: pośrodku płyt oceanicznych (Płaskowyż Kergueleński) i kontynentalnych (trapy syberyjskie), na granicach przesuwczych (Grzbiet Wschodnioindyjski) czy grzbietach śródoceanicznych (Islandia). Encyklopedia Geologiczna Elsevier wymienia ogółem 112 rozpoznanych DPM:
- 34 typu: góra podmorska (Seamount),
- 30 typu: płaskowyż oceaniczny (Oceanic Plateau),
- 24 typu: brzeg wulkaniczny (Volcanic Margin),
- 15 typu: grzbiet oceaniczny (Submarine Ridge),
- 14 typu: kontynentalne bazalty wylewne (Continental Flood Basalt),
- 4 typu: oceaniczne bazalty wylewne (Ocean-basin Flood Basalt).

Liczby nie sumują się do 112, ponieważ w niektórych przypadkach daną DPM określono jako typ mieszany.
Góry podmorskie to niezależne, ułożone liniowo lub rozrzucone chaotycznie wzniesienia na dnie oceanu. Płaskowyże oceaniczne to pojedyncze, olbrzymie wzniesienia zwykle oddalone od kontynentów, podniesione 2000 metrów lub więcej nad okoliczne dno oceanu, mogące lokalnie wystawać ponad powierzchnię wody jako wyspy. Brzeg wulkaniczny to określenie na mniej więcej liniową strukturę magmatyczną, powstającą, gdy kontynent rozrywany jest w procesie ryftowania: występuje więc na tzw. pasywnych krawędziach kontynentów. Grzbiet oceaniczny jest strukturą podobną do łańcucha gór podmorskich, jednak o bardzo wyraźnej liniowości i zwykle bardziej stromych stokach. Kontynentalne i oceaniczne bazalty wylewne to DPM najbliżej odpowiadające opisanemu wyżej "archetypowi": o znacznej powierzchni, budujące wyraźne, wielokilometrowe wybrzuszenie w litosferze.
Dodajmy, że nie ma zgodności co do zakresu struktur geologicznych, które powinno obejmować się pojęciem "dużej prowincji magmatycznej". Są np. autorzy, którzy nie zaliczyliby w ich poczet struktur typu gór i wulkanów podmorskich oraz grzbietów oceanicznych. Stąd podana klasyfikacja, a tym bardziej podane liczby, mają charakter raczej orientacyjny.

## Występowanie w czasie
Z badań geochronologicznych wynika, że częstotliwość pojawiania się DPM powoli maleje w okresie ostatnich 150 milionów lat. Nie jest jasne, czy jest to efekt chwilowy, czy też dowód postępującego uspokajania się dynamiki cieplnej płaszcza Ziemi.
Co charakterystyczne, czas powstania kilku dużych prowincji magmatycznych zbiega się z czasem wystąpienia masowych wymierań i oceanicznych zdarzeń beztlenowych. Przykładowo, liczne dowody wskazują na korelację pomiędzy powstaniem Trapów Syberyjskich – szczególnie dużej DPM w Centralnej Syberii – oraz tzw. wymierania permskiego, najbardziej dramatycznego ze znanych epizodów wielkich wymierań. Obydwa te historyczne zjawiska datuje się na mniej więcej 245-250 milionów lat temu, co oczywiście samo w sobie nie stanowi dowodu występowania zależności przyczynowej, jednak skłoniło wielu naukowców do poszukiwania możliwych długofalowych skutków powstania DPM na klimat i biosferę. Okazuje się, że wielkoskalowym wylewom magmy towarzyszy uwalnianie się znacznych ilości gazów, w tym związków chloru, fluoru, siarki oraz dwutlenku węgla. Związki te same w sobie mogą być toksyczne dla organizmów żywych, jednak w połączeniu z potężną emisją pyłów i okruchów skalnych i uwięzieniem ich w górnych warstwach atmosfery stwarza możliwość wywołania długofalowych zmian klimatycznych.

## Największe prowincje magmatyczne na Ziemi
Powstawanie DPM miało miejsce na przestrzeni całej historii geologicznej Ziemi – najmłodsza, prowincja Afar w Afryce, pochodzi sprzed 30 mln lat, najstarsze datuje się na 3,8 mld lat. Najlepiej zachowały się pokrywy pochodzące z er mezozoicznej i kenozoicznej. Starsze pokrywy są zazwyczaj w różnym stopniu zniszczone i przez to gorzej rozpoznane.
Poniższa tabela przedstawia największe (co do objętości i powierzchni) prowincje magmatyczne.
| Nazwa prowincji/zdarzenia                           | Lokalizacja                                                | Wiek [mln lat]  | Powierzchnia [mln km²]      | Objętość [mln km³] |
| --------------------------------------------------- | ---------------------------------------------------------- | --------------- | --------------------------- | ------------------ |
| Afar                                                | Jemen, Etiopia, Dżibuti, Arabia Saudyjska, Sudan, Egipt    | gł. 31-29       | 2,0                         | b.d.               |
| Północnoatlantycka Prowincja Wulkaniczna            | Wielka Brytania, Grenlandia                                | 62-58           | 1,3                         | b.d.               |
| Trapy Dekanu                                        | Indie i Seszele                                            | 66              | 1,8 (obecnie 0,6)           | 8,6                |
| Wyniesienie Sierra Leone                            | Środkowy Atlantyk                                          | 70              | 0,9                         | 2,5                |
| Madagaskar                                          | Madagaskar                                                 | 90-84           | 1,6 (w części kontyn. 0,26) | 4,4                |
| Karaibsko-Kolumbijska Kredowa Prowincja Magmatyczna | basen Morza Karaibskiego, Kolumbia, Ekwador                | 90-87           | 1,1                         | 4,5                |
| Płaskowyż Wallaby                                   | pd-wsch. część Oceanu Indyjskiego                          | 96              | 0,4                         | 1,5                |
| Basen Naturaliste                                   | pd-wsch. część Oceanu Indyjskiego                          | 100             | b.d.                        | 1,2                |
| Płaskowyż Hikurangi                                 | pd-zach. część Oceanu Spokojnego                           | 110             | 0,7                         | 2,7                |
| Wyniesienie Kergueleńskie – Rajmahal                | wsch. Indie, Ocean Indyjski                                | 110 i 86        | b.d.                        | 6,0 i 9,1          |
| Basen Nauru                                         | środk.-zach. Pacyfik                                       | 110             | 1,8                         | 0,9                |
| Wyniesienie Salomona                                | środk.-zach. Pacyfik                                       | 125-119 i 94-86 | 1,9                         | 44,4               |
| Płaskowyż Manihiki                                  | środkowy Pacyfik                                           | 125-119         | 0,8                         | 8,8                |
| Grzbiet Środkowopacyficzny                          | środk.-zach. Pacyfik                                       | 130-80          | 1,1                         | b.d.               |
| Trapy Paraná-Etendeka                               | Ameryka Pd. (Brazylia, Paragwaj), Afryka (Namibia, Angola) | 138-135         | 1,8 (Am.Pd.), 0,2 (Afr.)    | b.d.               |
| Karoo-Ferrar                                        | Karoo (Afryka), Ferrar (Antarktyda)                        | 183-179         | 1,0 (obecnie 0,14)          | 5,0-10,0           |
| Środkowoatlantycka Prowincja Magmatyczna            | Stany Zjednoczone, Ameryka Pd., Afryka                     | 204-191         | 7,0                         | b.d.               |
| Wrangelia                                           | Kanada, Alaska                                             | 230             | b.d.                        | 1,0                |
| Trapy syberyjskie                                   | Rosja, kraton syberyjski                                   | 251-249         | ok. 7,0 (obecnie 2,0)       | >2,0               |
| Europa – Pn. Afryka                                 | Europa, pn-zach. Afryka                                    | 360-245         | 4,5                         | b.d.               |
| kraton wschodnioeuropejski                          | zach. Rosja, Ukraina, wsch. Europa                         | 365             | 3,0                         | b.d.               |
| Franklin                                            | pn. Kanada, zach. Grenlandia                               | 727-721         | 1,1                         | b.d.               |
| Mackenzie                                           | środk. i pn. Kanada (tarcza kanadyjska)                    | 1267            | 2,7                         | b.d.               |
| Birim                                               | zach. Afryka (kraton zachodnioafrykański)                  | 2190 i 2100     | 2,0                         | b.d.               |
| Sudan                                               | Sudan                                                      | b.d.            | 1,8                         | b.d.               |

## Pozaziemskie prowincje magmatyczne
Duże prowincje magmatyczne rozpoznano również na Marsie i Wenus. Dokładny sposób ich powstania jest mniej znany niż pokryw ziemskich – nie tylko z powodu niedostępności materiału do badań, ale także dlatego, że planety te nie mają współcześnie tektoniki ruchomych płyt. Nie wszystkie ziemskie hipotezy mają więc zastosowanie i przypuszczalnie struktury analogiczne do ziemskich DPM mogą powstawać w najróżniejszych środowiskach i warunkach.